# Ốc Giáp
Ốc Giáp (chữ Hán: 沃甲, trị vì: 1490 TCN - 1466 TCN), tên thật Tử Du (子逾), là vua thứ 15 nhà Thương trong lịch sử Trung Quốc.

## Thân thế
Ốc Giáp là con thứ của Tổ Ất (祖乙) – vua thứ 13 nhà Thương và là em của Tổ Tân (祖辛) - vua thứ 14 nhà Thương. Khoảng năm 1491 TCN, Tổ Tân qua đời, Ốc Giáp lên nối ngôi.

## Trị vì
Sử sách không chép rõ hành trạng của Ốc Giáp trong thời gian trị vì. Khoảng năm 1466 TCN, Tổ Tân qua đời. Ông ở ngôi tất cả 25 năm (mặc dù các nguồn khác khẳng định là 20 năm). Người con của Tổ Tân là Tổ Đinh (祖丁), cháu gọi Ốc Giáp bằng chú, lên nối ngôi .
Giáp cốt văn khai quật tại Ân Khư ghi ông là vua thứ 14 của nhà Thương, tên hiệu sau khi chết là Khương Giáp (羌甲) .